# カリフ

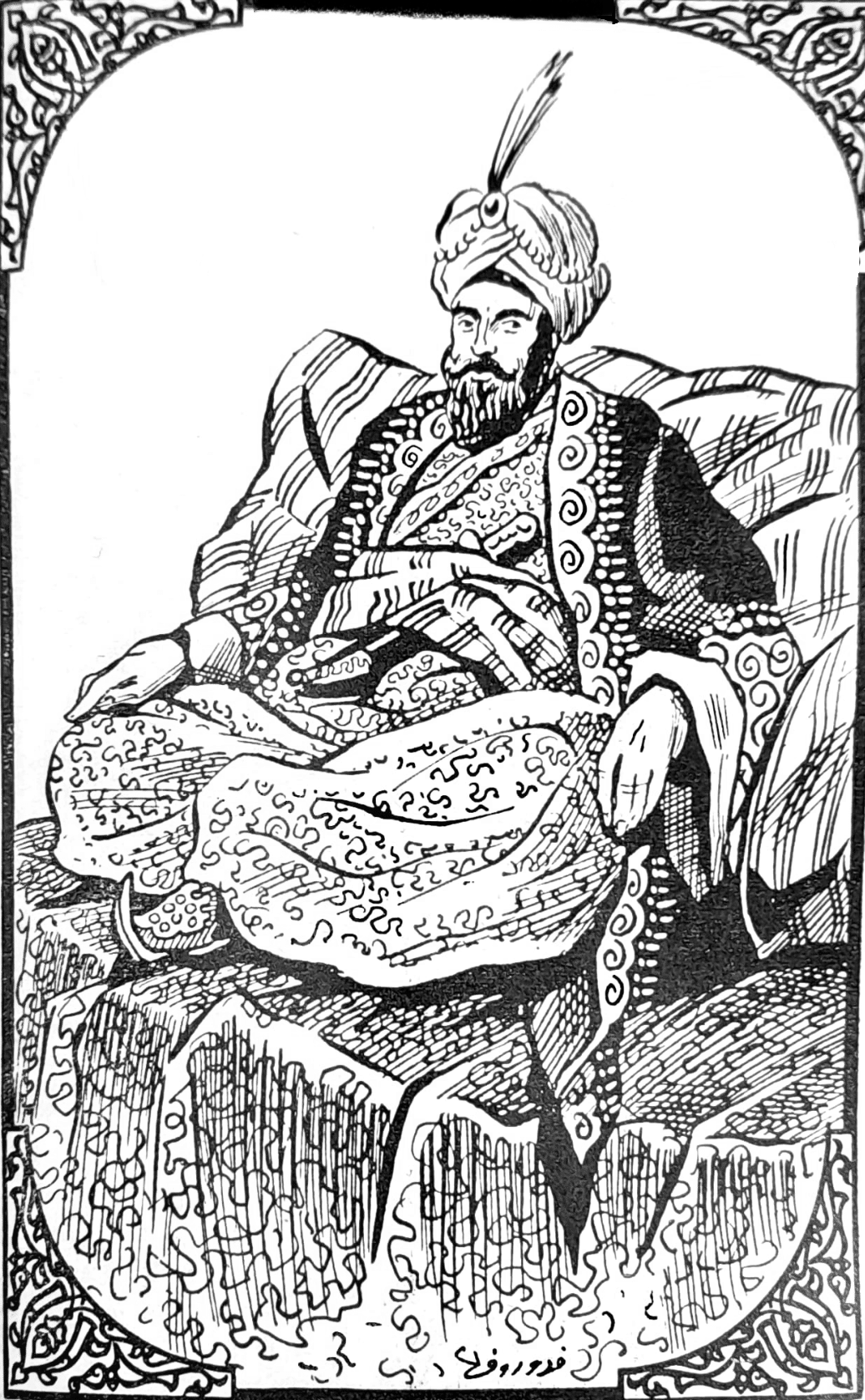
アッバース朝カリフのイメージ（第5代ハールーン・アッ＝ラシード）

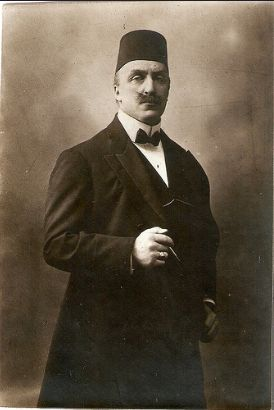
イスラム世界で承認された最後のカリフ、アブデュルメジト2世

カリフ（英語: Caliph）あるいはハリーファ（アラビア語: خليفة, khalīfah ないしは khalīfa ）は、預言者ムハンマド亡き後のイスラーム共同体、イスラーム国家の指導者、最高権威者の称号である。

## 概要
原義は「後継者」であり、預言者ムハンマドを代理する者という意味である。
イスラーム共同体の行政を統括し、信徒にイスラームの義務を遵守させる役割を持つ。あくまで預言者の代理人に過ぎない存在であるため、イスラームの教義を左右する宗教的権限やクルアーン（コーラン）を独断的に解釈して立法する権限を持たない。これらは、ウラマーたちの合意によって補われる。

## カリフの条件
スンナ派イスラーム法学者によれば、一般にカリフの資格として求められるのは次のような条件である。
- 男性であること
- 自由人であること
- 成年者であること
- 心身両面で健全であること
- 公正であること
- 法的知識を持つこと
- 賢明であること
- イスラームの領土の防衛に勇敢かつ精力的であること
- クライシュ族の男系の子孫であること

ただし現実には、これらの条件のいくつか（成年者であることなど）はしばしば無視された。例えばオスマン帝国はテュルク系の部族によって設立された王朝であるためムハンマドの部族であるクライシュ族の男系であることはありえない。またハワーリジュ派やムータジラ派は「たとえ奴隷や黒人であっても」全てのイスラーム教徒がカリフたりうると主張した。

## 歴史

### 初期のカリフ
西暦632年にムハンマドが死去した後、イスラーム共同体の指導者としてアブー・バクルが選出され「神の使徒の代理人」（ハリーファ・ラスール・アッラーフ）を称したことに始まる。
2代目のカリフとなったウマルは「信徒たちの長」（アミール・アル＝ムウミニーン）という称号を採用し、カリフの称号とともに用いられるようになった。
その後、ウスマーン、アリーに受け継がれ、ウマイヤ朝、アッバース朝に世襲されてゆく過程でハワーリジュ派、シーア派などがカリフの権威を否定して分派し、従うのはスンナ派のみになった。

### カリフの失墜
その後10世紀にアッバース朝のカリフがアミールに政権を委ねるようになるとカリフは実権を失った。アミールやスルタンの支配権を承認し、代わりに庇護を受け入れるだけの権威に失墜した。
さらにファーティマ朝、後ウマイヤ朝もカリフを称するようになって、スンナ派全体に影響力を及ぼすことさえできなくなった。
1258年にはモンゴル帝国によってアッバース朝のカリフが見せしめとして処刑され、アッバース朝は滅亡したものの、マムルーク朝は生き残ったアッバース家の者を首都カイロに迎え新たにカリフとして擁立し、外来者であるマムルーク出身のスルタンに支配の正当性を与える存在として存続させた（カイロ・アッバース朝）。その後、1517年、マムルーク朝がオスマン帝国に滅ぼされると、カイロ・アッバース朝のカリフムタワッキル3世は廃位された。

### オスマン朝におけるカリフ
オスマン朝は当初、カリフ位の権威に頼らずとも実力をもってスンナ派イスラム世界の盟主として振舞うことができた。
しかし、18世紀の末頃から19世紀にかけて、ロシアなどの周辺諸国に対する軍事的劣勢が明らかになると、オスマン帝国内外のスンナ派ムスリムに影響を及ぼすために、カリフの権威が必要とされるようになった。
そこで、19世紀初頭にオスマン帝国のスルタンはアッバース家最後のカリフからカリフ権の禅譲を受け、スルタンとカリフを兼ね備えた君主であるという伝説が生まれた（スルタン＝カリフ制）。

### 最後のカリフ
オスマン帝国の滅亡によって、オスマン家のスルタン＝カリフは1922年に退位し、スルタン制が廃止された。
インドや中央アジアのムスリムやクルド人は、精神的支柱としてのカリフ制の存続を強く望んでいたが、ムスタファ・ケマル・アタテュルクによって1924年にカリフ制も廃止された。アブデュルメジト2世がイスラム世界で承認された最後のカリフとなる。

### 近代のカリフ自称者
同年1924年、預言者ムハンマドに連なるハーシム家出身であったヒジャーズ王国の王であるフサイン・イブン・アリーがカリフを名乗ったが、オスマン帝国最後の皇帝メフメト6世以外に目立った支持者はなくイスラム世界で広く承認されることはなかった。
その後はユースフ・アル＝カラダーウィーら一部のイスラム主義者によりカリフ制の復活が唱えられたが、イスラム社会からは認められていない。現在、カリフ制統一国家樹立を目指す汎イスラーム主義的国際政治組織としてヒズブ・タフリールが存在する。イスラーム改革派「アフマディーヤ」は、カリフ制をとっている。
2014年には、イラク、シリア両国にまたがる地域を掌握した過激派組織ISILが、支配地域における国家としての独立と指導者のアブー・バクル・アル＝バグダーディーのカリフ即位を宣言した。これに対してはカラダーウィーがカリフ即位宣言は無効であると表明するなど、この即位についてイスラム社会を含め国際社会で承認する動きはなく、バグダーディー自身も2019年10月に米軍によって殺害された。バグダーディーの死後、アブイブラヒム・ハシミが第2代カリフとなったが、これも国際社会から承認されることはなく、2022年2月に米軍に殺害された。ISILはその後もカリフが死ぬ度に後継となるカリフを発表しているが、これもほとんど承認されていないのが現状である。